# Michael Kidd-Gilchrist
Michael Anthony Edward Kidd-Gilchrist (sinh ngày 26 tháng 9 năm 1993) là một cầu thủ bóng rổ chuyên nghiệp người Mỹ của Dallas Mavericks thuộc Hiệp hội Bóng rổ Quốc gia (NBA).

## Thời trung học

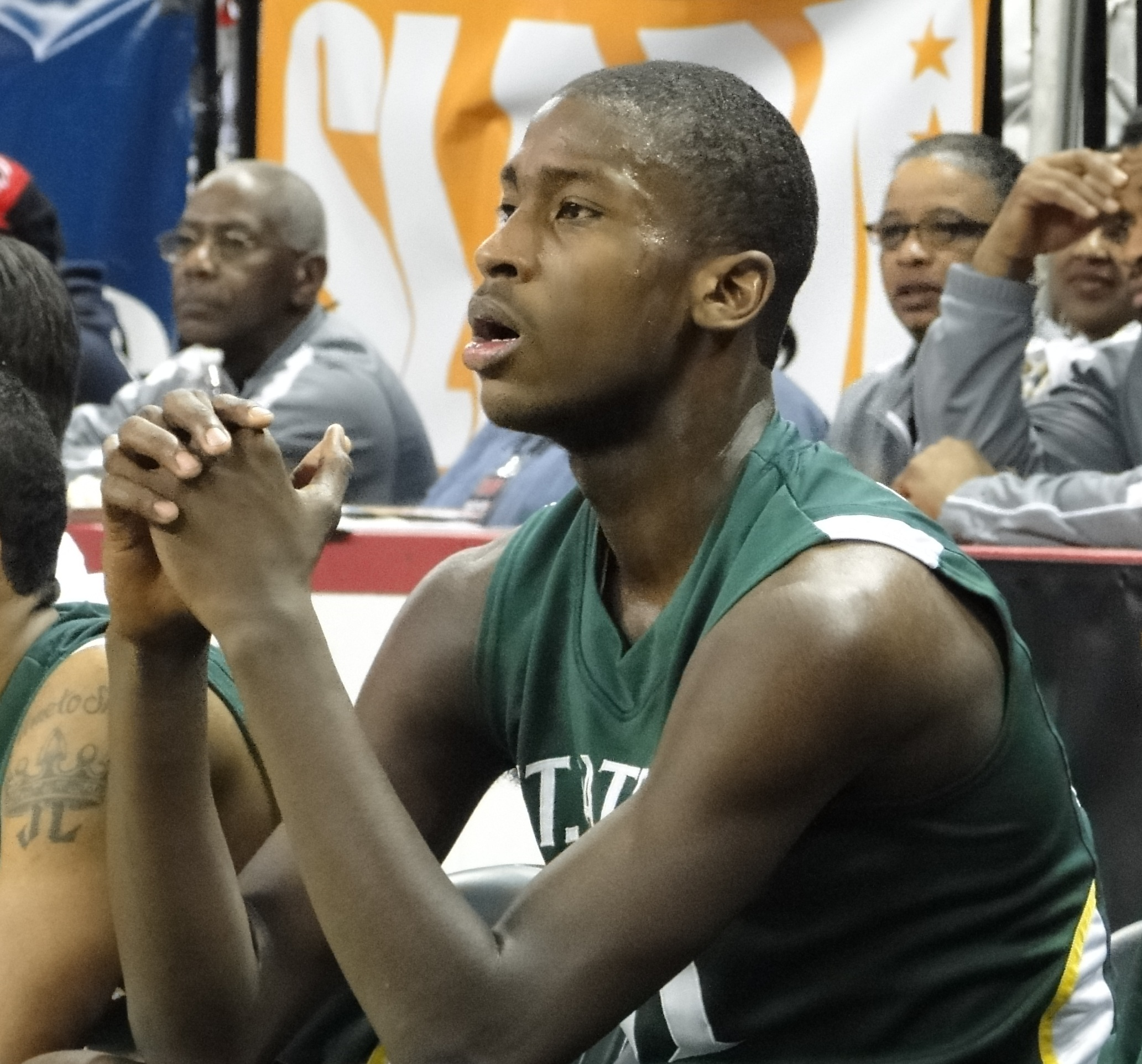
Kidd-Gilchrist trong một trò chơi vào tháng 2 năm 2010

Kidd-Gilchrist sinh ra ở Philadelphia, Pennsylvania và lớn lên ở Somerdale, New Jersey. Anh được nuôi dưỡng bởi mẹ, Cindy Richardson, và cha dượng của anh, Vincent Richardson, sau khi cha của Kidd-Gilchrist qua đời trước sinh nhật thứ ba của Michael. Khi theo học bóng rổ ởTrường trung học St. Patrick ở Elizabeth, New Jersey (nơi anh chơi với Kyrie Irving), anh được coi là một trong những cầu thủ bóng rổ giỏi nhất nước Mỹ. Anh được xếp hạng là cầu thủ #3 theo ESPN.com, và Rivals.com; trong khi Scout.com xếp anh là người chơi #1 ở vị trí của mình. Vào tháng 7 năm 2010, Gilchrist, cùng với đồng đội cũ Kentucky Marquis Teague, là một phần của đội giành huy chương vàng trong Giải vô địch thế giới FIBA U-17 tại Hamburg, Đức. Năm cuối cấp của Gilchrist tại trường trung học St. Patrick là một cốt truyện quan trọng trong phim tài liệu của HBO Cầu nguyện cho một mùa hoàn hảo.

### Giải thưởng và bằng danh dự tại trường trung học
- - McDonald's All-American Game Co-MVP (2011)
  - Mr. Basketball USA (2011)
  - USA Today's All-USA First Team (2011)
  - Parade All-American Fourth Team (2011)
  - USA Today's All-USA Second Team (2010)
  - Parade All-American Second Team (2010)

## Đại học
Kidd-Gilchrist cam kết tham dự Đại học Kentucky vào ngày 14 tháng 4 năm 2010 
Trong trận đấu đầu tiên của mùa 2011-12 với vị trí của một Wildcat, Kidd-Gilchrist là người khởi đầu và ghi được 15 điểm trong 5 trên 9 lần ném khi thddaaaus với Marist Red Foxes. Trong trận đấu thứ 2 với đội xếp thứ 11 Kansas Jayhawks, Kidd-Gilchrist đã ghi được 12 điểm và thực hiện 9 pha phản công trong chiến thắng 75 - 65 tại Madison Square Garden. Trong một trận đấu với đối thủ xếp hạng 5 North Carolina Tar Heel ở Rupp Arena, Kidd-Gilchrist đã dẫn dắt Kentucky ghi bàn với 17 điểm và có 11 pha phản công, giúp anh có cú đúp đầu tiên khi trở thành một Wildcat. Thi đấu với đội xếp hạng 4 Louisville Cardinals, Kidd-Gilchrist đã thể hiện phong độ cao của mình trong mùa giải với 24 điểm và 19 đường phản công, sút cao 13 điểm trong sự nghiệp và có trận đấu đầu tiên ở Kentucky. Điều này là đủ để dẫn dắt Kentucky đến chiến thắng 69 - 62 ở Lexington.

### Giải thưởng và bằng danh dự tại đại học
- - NCAA champion (2012)
  - Consensus second team All-American (2012)
  - First team All-SEC (2012)
  - All-SEC Freshman team (2012)
  - All-SEC Defensive team (2012)
  - NCAA Final Four All-Tournament Team (2012)

## Sự nghiệp chuyên nghiệp

### Charlotte Bobcats / Hornets (2012-20)

#### Mùa 2012-13

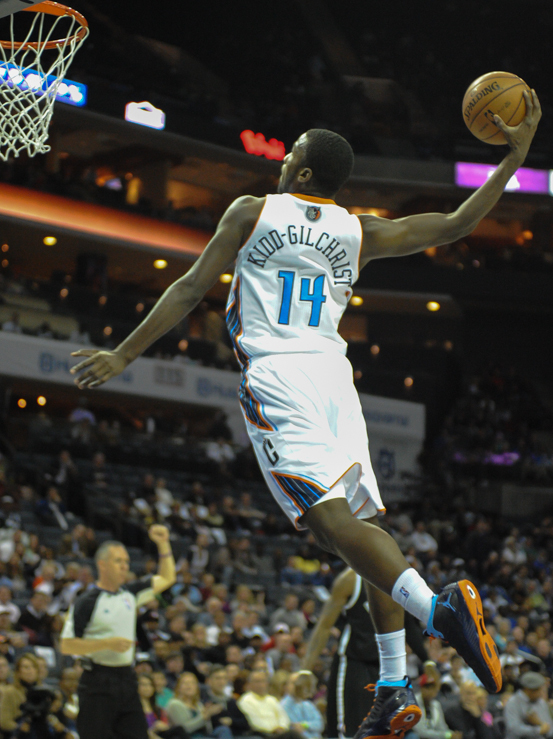
Kidd-Gilchrist chuẩn bị cho một cú úp rổ (2013)

Vào tháng 4 năm 2012, Kidd-Gilchrist tuyên bố cho dự thảo NBA 2012. Vào ngày 28 tháng 6, anh đã được Charlotte Bobcats phác thảo lần thứ hai. Vào ngày 7 tháng 7 năm 2012, Bobcats đã ký Kidd-Gilchrist cho một hợp đồng quy mô tân binh.
Vào ngày 10 tháng 11 năm 2012, chỉ trong trò chơi NBA thứ năm của mình, Kidd-Gilchrist đã có 25 điểm và 12 pha phản công trong chiến thắng 101-97 trước Dallas Mavericks, đánh dấu chiến thắng đầu tiên của Charlotte trước Dallas trong lịch sử chín năm của nhượng quyền, kết thúc một Trận thua 16 điểm trước Mavericks. Anh dành 25 điểm lần thứ 2 và có 12 pha phản công vào ngày 19 tháng 12 năm 2012 trong trận đấu với Phoenix Suns. Anh chỉ trở thành cầu thủ thứ hai trong lịch sử NBA có hai trận đấu với ít nhất 25 điểm và ít nhất 12 phản công trước sinh nhật thứ 20 và trở thành cầu thủ thứ tư trong 20 năm có hai trận đấu như vậy trong 25 trận đầu tiên trong sự nghiệp. Vào ngày 5 tháng 4 năm 2013, anh đã có 14 pha phản công (điểm cao mùa giải) trước Miami Heat.  Vào ngày 14 tháng 5 năm 2013, anh được ghi tên vào Đội hình hai của NBA All-Rookie.

#### Mùa giải 2013-14
Trong năm 2013-14, Kidd-Gilchrist đã bỏ lỡ 19 trận đấu giữa mùa giải vì chấn thương. Anh ấy đã ghi được 16 điểm mùa cao điểm ba lần, tất cả vào tháng 11, và có 12 phản công(điểm cao mùa giải) lần thứ 2 trong nửa sau của mùa giải.

#### Mùa giải 2014-15
Trong năm 2014, Kidd-Gilchrist đã làm việc với trợ lý huấn luyện viên của Hornets, Mark Price để giúp cải thiện kỹ năng ném anh ấy.
Mùa giải của Kidd-Gilchrist bắt đầu chậm chạp khi anh bỏ lỡ 14 trong số 20 trận đầu tiên của Charlotte vì chấn thương xương sườn và bàn chân. Trong khoảng thời gian này, Hornets chỉ là 3 bóng11 mà không có Kidd-Gilchrist trên sân, người đã trở lại vào ngày 10 tháng 12 chống lại Boston Celtics. Lối chơi hay nhất của Kidd-Gilchrist đến vào tháng 1 khi anh ghi trung bình 11,4 điểm và 9,4 phản công dẫn đường cho một đội Hornets đã đi 10-4 trong tháng. Kidd-Gilchrist đã ghi được hai con số trong 10 trận đấu ngày 14 tháng 1 và cũng ghi được năm cú đúp, đó chỉ là một sự ngại ngùng khi phù hợp nhất với sự nghiệp của anh ấy trong cả mùa giải.  Sau đó, anh đã bỏ lỡ một cặp trò chơi ngay trước khi nghỉ All-Star với căng cơ gân kheo và ngồi ngoài 11 trận cuối cùng của Charlotte vì mắt cá chân trái bị bong gân mà anh phải chịu trong trận đấu với Washington Wizards vào ngày 27 tháng 3.  Mặc dù có 55 trận trung bình, Kidd-Gilchrist vẫn đạt điểm trung bình cá nhân tốt nhất ở điểm (10.9) và phản công (7.6).

#### Mùa giải 2015-16
Vào ngày 26 tháng 8 năm 2015, Kidd-Gilchrist đã ký hợp đồng 52 triệu dollar trong 4 năm với Hornets. Vào ngày 3 tháng 10 năm 2015, anh ta bị đau vai phải trong trận đấu với Orlando Magic. Sau đó, anh đã bỏ lỡ bốn tháng, ra mắt mùa giải vào ngày 29 tháng 1 năm 2016 trong trận đấu với Portland Trail Blazers. Vào ngày 11 tháng 2, anh ta được chẩn đoán là không thể chơi được đến hết mùa giải do một chấn thương vai phải khác. Anh ấy đã không thi đấu trong phần còn lại của mùa giải năm ngày sau khi chấn thương tái phát  và được yêu cầu một ca phẫu thuật nữa.

#### Mùa giải 2016-17
Trong phần mở đầu mùa giải của Hornets vào ngày 26 tháng 10 năm 2016, Kidd-Gilchrist đã ghi được 23 điểm và có 14 đường phản công trong chiến thắng 107-96 trước Milwaukee Bucks. Trong trận đấu cả hai đội đều đạt điểm cao của mùa  Vào năm đó, Kidd-Gilchrist kết thúc với 9,2; điểm ném 47,7%,  7,0 phản công (1,9 bảng tấn công) và 1,4 hỗ trợ đi cùng với các điểm cao nhất trong sự nghiệp về tỷ lệ ném tự do (78,4%), steal (1.0), block (1.0) và turnover (0.7). Anh là một trong số 13 cầu thủ trong giải đấu bắt đầu ít nhất 81 trận, đánh dấu mùa thứ ba như vậy bởi một cầu thủ Hornets kể từ khi kết thúc mùa giải 2012-13.

#### Mùa giải 2017-18
Kidd-Gilchrist đã khởi đầu mùa giải vào ngày 25 tháng 10 năm 2017 trước Denver Nuggets sau khi bỏ lỡ ba trận đấu đầu tiên vì lý do cá nhân. Anh ấy bắt đầu và chơi 10:37, ghi được 2 điểm trong loạt bắn 1/6. Vào ngày 15 tháng 11 năm 2017, anh đã ghi được 22 điểm (điểm cao mùa giải) trong trận thua 115-107 trước Cleveland Cavaliers.

#### Mùa giải 2018-19
Kidd-Gilchrist đã bỏ lỡ 6 trận đấu vào tháng 11 năm 2018 do chấn thương mắt cá chân. Sau đó, anh đã bỏ lỡ một số ít các trò chơi vào tháng 3 năm 2019. Đã bắt đầu tất cả trừ bốn trong số 357 trò chơi nghề nghiệp cho Hornets bước vào mùa giải, Kidd-Gilchrist đã ra khỏi băng ghế dự bị cho 61 trong số 64 cuộc thi của anh ấy trong năm 2018. Sau đó, anh đã ghi trung bình 6,7 điểm và 3,8 phản công trong 18,4 phút trong những trận trung bình 

#### Mùa giải 2019-20
Vào tháng 6 năm 2019, Kidd-Gilchrist đã trải qua một quá trình phẫu thuật để giải quyết căng dây chằng háng và nhận được lời mời thi đấu trị giá 13 triệu dollar cho mùa 2019-20  Vào ngày 8 tháng 2 năm 2020, Charlotte Hornets tuyên bố rằng họ đã chia tay Kidd-Gilchrist.

### Dallas Mavericks
Anh gia nhập Dallas Mavericks vào ngày 11 tháng 2 năm 2020.

### NBA

#### Mùa
| Năm     | Đội       | GP  | GS  | MPG  | FG%  | 3P%  | FT%  | RPG | APG | SPG | BPG | PPG  |
| ------- | --------- | --- | --- | ---- | ---- | ---- | ---- | --- | --- | --- | --- | ---- |
| 2012–13 | Charlotte | 78  | 77  | 26.0 | .458 | .222 | .749 | 5.8 | 1.5 | .7  | .9  | 9.0  |
| 2013–14 | Charlotte | 62  | 62  | 24.2 | .473 | .111 | .614 | 5.2 | .8  | .7  | .6  | 7.2  |
| 2014–15 | Charlotte | 55  | 52  | 28.9 | .465 | –    | .701 | 7.6 | 1.4 | .5  | .7  | 10.9 |
| 2015–16 | Charlotte | 7   | 7   | 29.3 | .541 | .429 | .690 | 6.4 | 1.3 | .4  | .4  | 12.7 |
| 2016–17 | Charlotte | 81  | 81  | 29.0 | .477 | .111 | .784 | 7.0 | 1.4 | 1.0 | 1.0 | 9.2  |
| 2017–18 | Charlotte | 74  | 74  | 25.0 | .504 | .000 | .684 | 4.1 | 1.0 | .7  | .4  | 9.2  |
| 2018–19 | Charlotte | 64  | 3   | 18.4 | .476 | .340 | .772 | 3.8 | 1.0 | .5  | .6  | 6.7  |
| Career  | Career    | 421 | 356 | 25.4 | .477 | .277 | .714 | 5.6 | 1.2 | .7  | .7  | 8.8  |

#### Playoffs
| Năm    | Đội       | GP | GS | MPG  | FG%  | 3P%  | FT%  | RPG | APG | SPG | BPG | PPG |
| ------ | --------- | -- | -- | ---- | ---- | ---- | ---- | --- | --- | --- | --- | --- |
| 2014   | Charlotte | 4  | 4  | 22.8 | .519 | .000 | .600 | 6.5 | 1.5 | .0  | .5  | 8.5 |
| Career | Career    | 4  | 4  | 22.8 | .519 | .000 | .600 | 6.5 | 1.5 | .0  | .5  | 8.5 |

### Trường đại học
| Năm     | Đội      | GP | GS | MPG  | FG%  | 3P%  | FT%  | RPG | APG | SPG | BPG | PPG  |
| ------- | -------- | -- | -- | ---- | ---- | ---- | ---- | --- | --- | --- | --- | ---- |
| 2011–12 | Kentucky | 40 | 39 | 31.1 | .491 | .255 | .745 | 7.4 | 1.9 | 1.0 | .9  | 11.9 |

## Đời tư
Cha của Gilchrist qua đời ngày 11 tháng 8 năm 1996 vì nhiều vết thương do súng bắn. Anh ấy xem bộ phim The Lion King mỗi tuần một lần vì anh ấy xem nó gần như mỗi ngày với cha cho đến khi anh ấy ba tuổi. Gilchrist cam kết đến Kentucky vào ngày 14 tháng 4 năm 2010, đó sẽ là sinh nhật lần thứ 44 của cha anh.
Cha của Gilchrist đã chơi cùng với Milt Wagner trong một đội vô địch bang tại Camden High năm 1981. Con trai của Wagner, cựu cầu thủ NBA Dajuan Wagner, là anh em họ của Gilchrist.
Vào ngày 7 tháng 7 năm 2011, Gilchrist thông báo qua Twitter rằng anh ta đã thay đổi họ của mình thành Kidd-Gilchrist một cách hợp pháp, để tôn vinh người đàn ông quan trọng khác trong cuộc đời anh ta, chú Darrin Kidd. Kidd qua đời vào ngày Gilchrist chuẩn bị ký vào thư dự định chơi tại Đại học Kentucky.

Kidd-Gilchrist bị nói lắp. Do vậy, anh ấy đã phát triển một sự lo lắng trước truyền thông, mặc dù anh ấy đã có những bước tiến lớn trong việc khắc phục tình trạng của mình.
1. ↑  "NBA Draft 2012: St. Patrick grad, Kentucky star Michael Kidd-Gilchrist defines himself with family ties". The Star-Ledger. Truy cập ngày 16 tháng 2 năm 2016.
2. ↑  Young, Jabari. "Somerdale hoops star remains humble on NBA Draft day", Courier-Post, ngày 27 tháng 6 năm 2012. Truy cập ngày 1 tháng 7 năm 2012.
3. ↑  Seth Davis. "Just a junior, quiet but confident Gilchrist is nation's top player Lưu trữ ngày 5 tháng 2 năm 2012 tại Wayback Machine". Sports Illustrated. ngày 10 tháng 7 năm 2009. Truy cập ngày 10 tháng 1 năm 2010.
4. ↑  College Basketball Recruiting Prospects 2011. ESPN. ngày 10 tháng 1 năm 2010. Truy cập ngày 10 tháng 1 năm 2010
5. ↑  Rivals.com Prospect Rankings Lưu trữ ngày 15 tháng 4 năm 2021 tại Wayback Machine. Truy cập ngày 10 tháng 1 năm 2010.
6. ↑  Men's Basketball Recruiting. Scout.com. Truy cập ngày 10 tháng 1 năm 2010.
7. ↑  Taylor, Corey (ngày 14 tháng 7 năm 2010). "Future Kentucky Wildcats Michael Gilchrist and Marquis Teague Win Gold". Sporting News. Bản gốc lưu trữ ngày 2 tháng 3 năm 2012. Truy cập ngày 13 tháng 2 năm 2020.
8. ↑  Knight, Gilchrist highlight Cats' one-day haul[liên kết hỏng]. Truy cập ngày 16 tháng 4 năm 2010.
9. ↑  "UK's starting five opts for draft". ESPN. ngày 18 tháng 4 năm 2012. Truy cập ngày 30 tháng 5 năm 2012.
10. ↑  "Bobcats Sign MKG". National Basketball Association. ngày 7 tháng 7 năm 2012. Bản gốc lưu trữ ngày 10 tháng 7 năm 2012. Truy cập ngày 8 tháng 7 năm 2012.
11. ↑  "Notebook: Bobcats 101, Mavericks 97". National Basketball Association. ngày 10 tháng 11 năm 2012. Truy cập ngày 25 tháng 10 năm 2017.
12. ↑  "Michael Kidd-Gilchrist 2012–13 Game Log". Basketball-Reference.com. Truy cập ngày 25 tháng 10 năm 2017.
13. ↑  "Team Options Exercised on Kidd-Gilchrist and Zeller". National Basketball Association. ngày 29 tháng 10 năm 2014. Truy cập ngày 25 tháng 10 năm 2017.
14. ↑  "Lillard headlines 2012–13 All-Rookie Team". National Basketball Association. ngày 14 tháng 5 năm 2013. Truy cập ngày 16 tháng 2 năm 2016.
15. ↑  Walker, David B. (ngày 9 tháng 5 năm 2014). "Individual Bobcats Season Reviews: Michael Kidd-Gilchrist". atthehive.com. Bản gốc lưu trữ ngày 13 tháng 2 năm 2020. Truy cập ngày 25 tháng 10 năm 2017.
16. ↑  "Michael Kidd-Gilchrist 2013–14 Game Log". Basketball-Reference.com. Truy cập ngày 25 tháng 10 năm 2017.
17. 1 2  Perley, Sam; Rochinski, Matt (ngày 29 tháng 4 năm 2015). "2014–15 Season in Review | Michael Kidd-Gilchrist". National Basketball Association. Truy cập ngày 25 tháng 10 năm 2017.
18. ↑  "Jefferson leads Hornets to 96–87 win over Celtics". National Basketball Association. ngày 10 tháng 12 năm 2014. Truy cập ngày 16 tháng 2 năm 2016.
19. ↑  "Hornets Sign Forward Michael Kidd-Gilchrist To Contract Extension". National Basketball Association. ngày 26 tháng 8 năm 2015. Truy cập ngày 26 tháng 8 năm 2015.
20. ↑  Wojnarowski, Adrian (ngày 24 tháng 8 năm 2015). "Sources: Michael Kidd-Gilchrist finalizing contract extension with Hornets". Yahoo!. Truy cập ngày 26 tháng 8 năm 2015.
21. ↑  "Injury Update | MKG Dislocates Shoulder". National Basketball Association. ngày 3 tháng 10 năm 2015. Truy cập ngày 5 tháng 10 năm 2015.
22. ↑  "Lillard scores 22 points, Blazers beat Hornets 109–91". National Basketball Association. ngày 29 tháng 1 năm 2016. Truy cập ngày 16 tháng 2 năm 2016.
23. ↑  Bonnell, Rick (ngày 11 tháng 2 năm 2016). "Charlotte Hornets' Michael Kidd-Gilchrist diagnosed with another torn labrum". charlotteobserver.com. Truy cập ngày 16 tháng 2 năm 2016.
24. ↑  Wojnarowski, Adrian (ngày 16 tháng 2 năm 2016). "Sources: Hornets' Kidd-Gilchrist to have shoulder surgery, miss rest of season". Yahoo!. Truy cập ngày 16 tháng 2 năm 2016.
25. ↑  "Charlotte Hornets Injury Update – 02/16/16". National Basketball Association. ngày 17 tháng 2 năm 2016. Truy cập ngày 17 tháng 2 năm 2016.
26. ↑  "Kidd-Gilchrist, Hibbert help Hornets beat Bucks 107–96". ESPN. ngày 26 tháng 10 năm 2016. Truy cập ngày 27 tháng 10 năm 2016.
27. ↑  Perley, Sam (ngày 28 tháng 4 năm 2017). "2016–17 Season in Review | Michael Kidd-Gilchrist". National Basketball Association. Truy cập ngày 25 tháng 10 năm 2017.
28. ↑  "Kaminsky scores 20 off bench, Hornets rout Nuggets 110–93". ESPN. ngày 25 tháng 10 năm 2017. Truy cập ngày 25 tháng 10 năm 2017.
29. ↑  "LeBron James scores 31 points, Cavaliers top Hornets 115–107". ESPN. ngày 15 tháng 11 năm 2017. Truy cập ngày 15 tháng 11 năm 2017.
30. ↑  "Hornets beat Bucks 110–107 after nearly squandering big lead". ESPN. ngày 26 tháng 11 năm 2018. Truy cập ngày 27 tháng 11 năm 2018.
31. ↑  "Michael Kidd-Gilchrist 2018–19 Game Log". Basketball-Reference.com. Truy cập ngày 19 tháng 6 năm 2019.
32. 1 2  Adams, Luke (ngày 19 tháng 6 năm 2019). "Michael Kidd-Gilchrist Opting in For 2019/20". hoopsrumors.com. Truy cập ngày 19 tháng 6 năm 2019.
33. ↑  "Hornets Waive Michael Kidd-Gilchrist". National Basketball Association. ngày 8 tháng 2 năm 2020. Truy cập ngày 8 tháng 2 năm 2020.
34. ↑  "Michael Kidd-Gilchrist signs with Mavericks". nba.com. ngày 11 tháng 2 năm 2020. Truy cập ngày 11 tháng 2 năm 2020.
35. ↑  "Mavs ink Michael Kidd-Gilchrist; he'll wear No. 9 for Dallas". mavs.com. ngày 11 tháng 2 năm 2020. Truy cập ngày 11 tháng 2 năm 2020.
36. ↑  "Gone but never forgotten: St. Patrick's Michael Gilchrist draws inspiration from late father". The Star-Ledger. Truy cập ngày 16 tháng 2 năm 2016.
37. ↑  "2011 All-USA boys basketball: Austin Rivers is player of year". USA Today. Truy cập ngày 16 tháng 2 năm 2016.
38. ↑  Smith, Aaron (ngày 7 tháng 7 năm 2011). "Gilchrist changes name to honor family members". KYKernal.com. Bản gốc lưu trữ ngày 9 tháng 7 năm 2012. Truy cập ngày 20 tháng 3 năm 2014.
39. ↑  "D'Alessandro: Michael Kidd-Gilchrist overcomes difficulties in draft process, selected No. 2 by Charlotte Bobcats". The Star-Ledger. Truy cập ngày 16 tháng 2 năm 2016.